# Pindad SS-2
Le  Pindad SS-2 (en indonésien: Senapan Serbu 2, fusil d'assaut 2) est le fusil d'assaut standard des forces armées indonésiennes depuis 2006.

## Le premier fusil d'assaut d'origine indonésienne
La famille des fusils SS-2 est fabriqué en Indonésie par PT Pindad (Bandung, Indonésie) et est basé sur le Pindad SS-1, lui-même copie du FN FNC, sous licence de la société belge FN Herstal.
Les fusils SS-2 sont utilisés par l'armée indonésienne depuis 2005, et sont aussi proposés à l'exportation. Disponible initialement en trois versions de base (fusil standard SS-2/V1, carabine SS-2/V2 et sniper SS-2/V4), il est également disponible en version compact SS-2/V5, présentée pour la première fois en 2008. 
Toutes les pièces des fusils SS-2 sont de même conception de base avec le récepteur en deux parties supérieure/inférieure fabriquées à partir de pièces en alliage d'aluminium et raccordés l'un à l'autre au moyen de deux contre-broches.
Le sélecteur de tir et de sécurité est situé sur le côté gauche du canon.
Toutes les versions sont équipées de crosse squelette pliante, et de rail Picatinny sur le dessus du récepteur. Ainsi, toutes les versions autres que le SS-2/V4 sont équipées de la poignée de transport amovible avec dioptrie de type viseur arrière montés sur ce rail.
La version sniper SS-2/V4 est livré sans les organes de visées traditionnels et sans la  poignée de transport. Le fusil peut être équipé d'une lunette de visée grâce au rail Picatinny et d'un appui-joue en option. Il est équipé d'un canon lourd pour être précis pour les tirs à longue distance. 
Les versions SS-2/V1 et SS-2/V2 peuvent être équipés de lance-grenades de 40 mm, également fabriqué par Pindad. 

## SS-2/V1
Le SS-2 V1 est la version la plus courante dans l'armée de terre indonésienne. Elle possède un canon long et une crosse repliable
en double

## SS-2/V2
C'est la version carabine du fusil d'assaut SS-2/V1 . La SS-2/V2 dispose donc d'un canon raccourci, la rendant  compacte et adaptée pour les situations en zone urbaine.

### Fiche technique SS-2/V2
- Munition :5,56 mm OTAN
- Mécanisme : emprunt des gaz et culasse rotative
- Cadence de tir théorique :700 coups/min
- Portée efficace : 450 m
- Masse (fusil déchargé) : 3,2 kg
- Longueur crosse dépliée/repliée : 920/670 mm
- Canon : 403 mm
- Capacité du chargeur : 30 coups (cintré type M16A1)
- Visée d'origine : hausse et guidon

## SS-2/V4

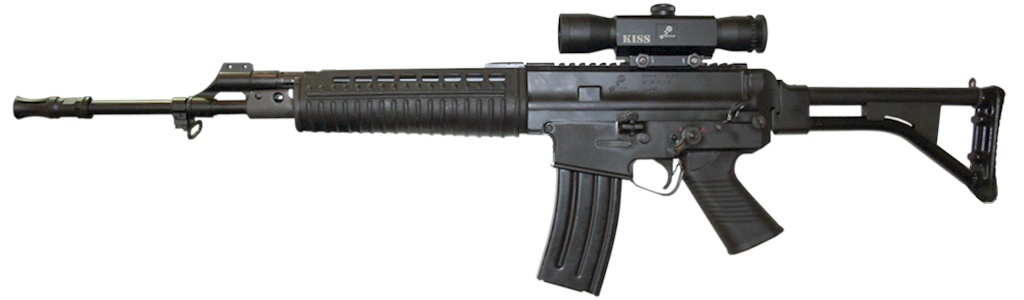
Fusil de sniper SS2/V4 avec lunette

Version de tir de précision du modèle standard pouvant recevoir grâce à un rail Picatinny une lunette de visée.

### Fiche technique SS-2/V4
- Munition :5,56 mm OTAN
- Mécanisme : emprunt des gaz et culasse rotative
- Cadence de tir théorique :700 coups/min
- Portée efficace : 450 m
- Masse (fusil déchargé) : 4,2 kg
- Longueur crosse dépliée/repliée : 990/740 mm
- Canon : 460 mm
- Capacité du chargeur : 30 coups (cintré type M16A1)
- Visée d'origine : rail Picatinny

## SS-2/V5

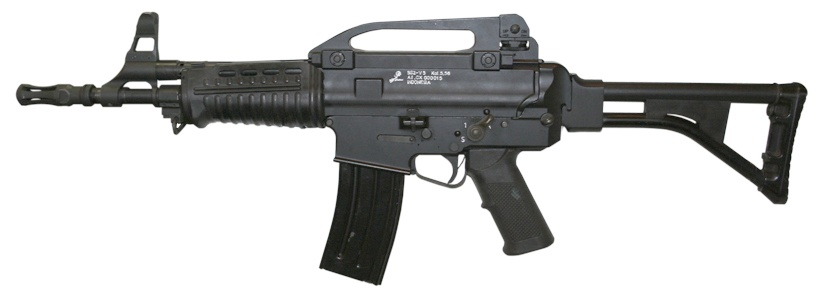
Version compacte SS2/V5

Version très compacte de la gamme SS-2 aperçue lors d'exhibition en 2008

### Fiche technique SS-2/V5
- Munition :5,56 mm OTAN
- Mécanisme : emprunt des gaz et culasse rotative
- Cadence de tir théorique :700 coups/min
- Portée efficace : 450 m
- Masse (fusil déchargé) : 3,2 kg
- Longueur crosse dépliée/repliée : 770/520 mm
- Canon : 252 mm
- Capacité du chargeur : 30 coups (cintré type M16A1)
- Visée d'origine : hausse et guidon